# NGC 3800
NGC 3800 (другие обозначения — UGC 6634, IRAS11376+1537, MCG 3-30-39, KCPG 296B, ZWG 97.49, Arp 83, KUG 1137+156B, VV 350, PGC 36197) — галактика в созвездии Лев.
Этот объект входит в число перечисленных в оригинальной редакции «Нового общего каталога», а также включён в атлас пекулярных галактик.
Галактика NGC 3800 входит в состав группы галактик NGC 3800. Помимо NGC 3800 в группу также входят ещё 15 галактик.